# Watschi
Watschi (russisch Вачи, lakisch Ваччи) ist ein Dorf (selo) in der Republik Dagestan in Russland mit 817 Einwohnern (Stand 14. Oktober 2010).

## Geographie
Der Ort liegt etwa 100 km Luftlinie südsüdwestlich der Republikhauptstadt Machatschkala im östlichen Teil des Großen Kaukasus. Er befindet sich am Chunnich, einem rechten Nebenfluss des Kasikumuchskoje Koisu im Flusssystem des Sulak.
Watschi ist Verwaltungszentrum des Rajons Kulinski sowie Sitz und einzige Ortschaft der Landgemeinde (selskoje posselenije) Selo Watschi. Der Ort ist fast ausschließlich von Laken bewohnt.

## Geschichte
Die Bezeichnung des seit dem Mittelalter bekannten Dorfes, das im Zusammenhang mit dem Königreich Albania („Kaukasisches Albanien“) erwähnt wurde, geht möglicherweise auf den Namen des albanischen Königs Watsche aus dem 5. Jahrhundert zurück. Nach dem Anschluss des Gebietes an das Russische Reich und der Bildung der Oblast Dagestan 1860 gehörte Watschi zu deren Kasikumuchski okrug mit Sitz im knapp 15 km nordwestlich gelegenen Kumuch.
Im Rahmen der administrativen Umgestaltung der 1921 gegründeten Dagestanischen ASSR kam das Dorf 1922 zum neugebildeten Lakischen Abschnitt (Lakski utschastok), 1928 in einen gleichnamigen Kanton umgewandelt und mit Sitz wiederum in Kumuch. Am 29. März 1935 wurde der Kulinski rajon ausgegliedert und nach seinem anfänglichen Zentrum, dem 6 km südlich gelegenen Dorf Kuli benannt, das zuvor bereits innerhalb des Kasikumuchski okrug der Oblast Dagestan bis 1922 Sitz eines Abschnitts war. Später wurde der Rajonverwaltungssitz in das 1 km nordwestlich von Watschi gelegene Kaja und am 16. März 1940 schließlich nach Watschi verlegt.

### Bevölkerungsentwicklung
| Jahr | Einwohner |
| ---- | --------- |
| 1897 | 742       |
| 1959 | 796       |
| 1970 | 666       |
| 1979 | 661       |
| 1989 | 786       |
| 2002 | 667       |
| 2002 | 817       |

Anmerkung: Volkszählungsdaten

## Verkehr
Das Dorf liegt an der Regionalstraße 82K-009, die in Sowetskoje von  der föderalen Fernstraße R217 Kawkas (ehemals M29, Teil der Europastraße 119) abzweigt, im zentralen Gebirgsteil der Republik durch die Rajonzentren Kassumkent, Chiw und Tpig sowie von Watschi weiter nach Kumuch und Gergebil verläuft.